# Ilhota Sucre
Ilhota Sucre, também conhecida como Johnny Cay, é una pequena ilha colombiana pertencente ao Arquipélago de Santo André, Providência e Santa Catarina.

## Descrição
Está situada a aproximadamente 1,5 quilômetros da ilha de San Andrés, a maior do arquipélago. Possui uma área total de 49.411 m² (4,94 hectares), tornando Johnny Cay a maior das ilhotas ao redor de San Andrés.
O clima é estável durante o ano todo, variando em torno de 27 graus Celsius, no entanto podem ocorrer brisas frescas o ano inteiro. Há coqueiros e praias de areia branca. Pode-se chegar à ilha por via marítima através de lanchas que partem da vizinha San Andrés,  o turismo é a principal atividade econômica.